# 韓滉
韓滉（723年—787年3月17日），字太沖，京兆府长安县（今陕西省西安市长安区）人，中國唐朝中期官员、畫家。

## 生平
韓滉是父親韓休韓休曾為太子少師，於唐玄宗時任宰相。开元年间，韩滉进入弘文馆学习，后举明經，授左威卫骑曹参军。韓滉於肅宗時入仕，為監察御史十多年，以廉潔公正著稱，代宗時任戶部侍郎判度支（771年），對於當時不振的唐朝財政頗助益。後擔任太常卿，朝廷以吏部尚书刘晏判度支，韓滉出京为晋州刺史。
大历十四年（779年），任浙江东西观察使，加检校礼部尚书。781年轉任潤州（今江苏镇江）刺史、鎮海軍節度使。德宗時各地藩鎮叛亂，爆发泾原兵变，中央政府危急，韓滉在兩浙提供穩定的糧食和布帛支援，“毁撤上元县佛寺、道观四十馀所，修坞壁，建业抵京岘，楼雉相属，以佛殿材于石头城缮置馆第数十”，對平亂有很大幫助，因功入京786年昇為檢校左僕射同中書門下平章事、润州刺史、浙江东西十五州观察节度、镇海采石军兼江淮转运等使，加金紫光祿大夫。
貞元初年，加封晉國公，贞元三年二月廿三日（787年3月17日），韓滉于长安昌化里去世，虚岁六十五，皇帝停止朝会三日，贈太傅，谥号忠肅，同年秋七月二十一日（787年9月7日）葬于杜陵南原，由京兆少尹监护丧事。
著有《春秋通例》一卷、《天文事序議》一卷等。

## 家庭

### 高祖
- 韩尚贤，隋朝邓州长史

### 父母
- 韩休，唐朝黄门侍郎、同中书门下平章事、文忠公[2]:109。
- 河东柳氏，隋朝熊州司马柳孝斌曾孙女、鄘州别驾柳客尼孙女、戎州南溪县令柳明伟之女。天宝七年（748年）八月去世，虚岁六十二[3]

### 夫人
- 河东柳氏，漳抚二州刺史柳少安之女，赠魏国夫人。生二子，韩群、韩皋。贞元二年（786年）去世，虚岁五十五[2]:112

### 子孙
- 韩群，禮部員外郎
  - 韩察，明州刺史
    - 韩諫師

  - 韩宥，衛尉卿
  - 韩寬，右金吾兵曹參軍
- 韩皋，字仲聞，尚書左僕射
  - 韩充，舒王府錄事參軍
  - 韩袞
    - 韩紹，京兆文學
    - 韩玫，成都少尹
      - 韩諷

  - 韩氏，嫁柳公绰
    - 柳仲郢
- 韩氏，嫁杨於陵

## 藝術成就

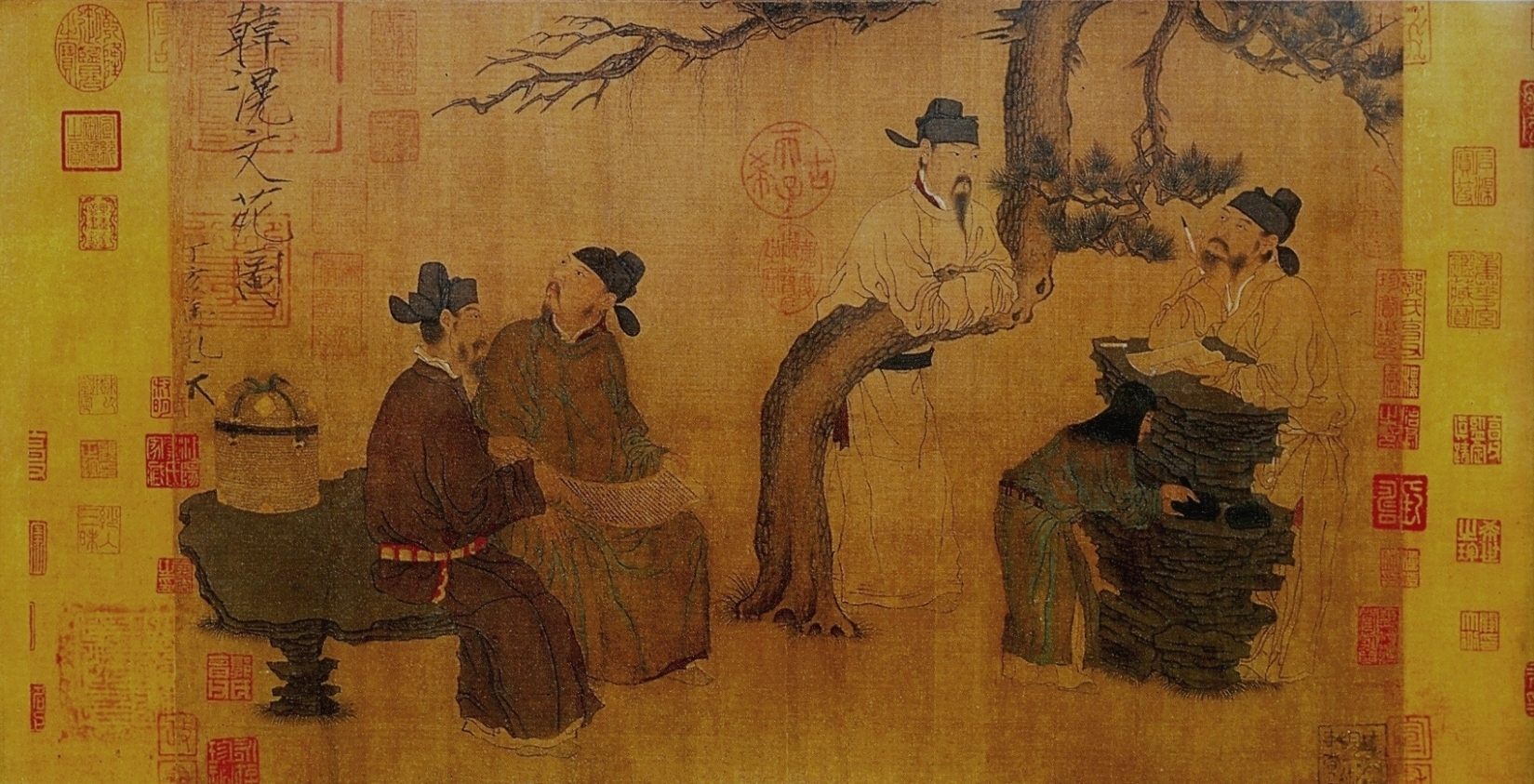
韓滉作品：文苑圖

韓滉博雅多才，工書法，善鼓琴，又是著名畫家，擅畫人物及農村風景、牛驢，畫牛尤“曲盡其妙”，其弟子戴嵩與韓幹畫馬並稱“韓馬戴牛”。韓滉經常入鄉，以寫生為樂。畫蹟有《堯民擊壤圖》、《田家風俗圖》、《李德裕見客圖》等，著錄於《宣和畫譜》。傳世作品有《五牛圖》、《文苑圖》，朱景元《唐朝名畫錄》評為妙品上，趙孟頫赞誉“神气磊落，稀世名笔”。
- 《五牛图》是以田家生活为主题的代表作。曾被收入北宋、南宋的内府。画面布景简洁，仅画有一棵小树，着力地表现出牛的状貌：五头牛，各具姿态，或吃草，或翘首面驰，或纵蹄而鸣，或回顾而舔舌，或缓步而趾行，神情生动，准确地勾绘出牛的体态结构；着色自然，风格朴实，近似民间绘画。
- 《文苑图》现藏北京故宫博物院，绢本，设色。